# Ranieri (album)
Ranieri è un album in studio del cantante italiano Massimo Ranieri, pubblicato nel 1995 e contenente nove brani.
Il brano La vestaglia, scritto da Marcello Marrocchi e Giampiero Artegiani, è stato presentato al Festival di Sanremo di quell'anno, piazzandosi al quindicesimo posto.

## Tracce
1. La vestaglia
2. Beato te
3. Ho preso tutto
4. E qualcosa c'è
5. Amore ritrovato
6. Miracolo d' amore
7. Senti un po'
8. Che notte è
9. E tu ballavi